# Točka, točka, zapjataja...
Točka, točka, zapjataja... (Точка, точка, запятая…) è un film del 1972 diretto da Aleksandr Naumovič Mitta.

## Trama
Il film racconta di uno scolaro che nessuno prende sul serio fino a quando un nuovo studente non appare in classe.